# Vybz Kartel
Adidja Palmer, plus connu sous son nom de scène Vybz Kartel, est un chanteur jamaïcain de dancehall, né le 7 janvier 1976 à Kingston.

## Biographie

### Carrière musicale
Adidja Palmer grandit à Portmore, dans la banlieue de Kingston. Il fréquente les sound systems et enregistre sa première chanson, Fat Women, pour le label One Heart d'Alvin Reid, alors qu'il est âgé de douze ans. Il choisit le pseudonyme Adi Banton en hommage à Buju Banton. Le titre sort en single en 1993. Il fonde un groupe baptisé Vibes Cartel avec deux de ses amis, et adopte le nom de scène Vybz Kartel lorsqu'il lance sa carrière solo,. À la fin des années 1990, il écrit pour différents artistes de l'Alliance, le collectif fondé par Bounty Killer,. En 2002, il connait ses premiers succès en solo et en combinaison avec le deejay Wayne Marshall. Vybz Kartel est élu deejay de l'année lors du 30e anniversaire du sound system Stone Love (en). Son premier album, Up 2 di Time, est édité en 2003. Le rappeur canadien Kardinal Offishall, ainsi que Wayne Marshall, qui apparaît sur trois titres, participent à l'enregistrement de l'album, produit par Donovon "Vendetta" Bennett.
En 2003, Vybz Kartel et Ninjaman (en) sont arrêtés pour trouble à l'ordre public (disorderly conduct) à l'issue de leur prestation lors du Sting festival,. Le 2d album de Kartel, More Up 2 di Time, sort en 2004. Le chanteur est nommé aux MOBO Awards, une cérémonie organisée au Royaume-Uni. L'association militante OutRage! ayant demandé à la BBC de ne pas diffuser la cérémonie, sa nomination est annulée par les organisateurs en raison du caractère homophobe de ses paroles,. En 2005, Kartel participe à l'enregistrement de Bad Man de Missy Elliott et You Don't Love Me de Rihanna. Greensleeves Records édite J.M.T., qui comprend des hits déjà sortis en single ainsi que six nouveaux titres.
En 2006, Kartel quitte l'Alliance de Bounty Killer et forme le Portmore Empire. Il entre en conflit avec Mavado, l'un des membres du collectif fondé par Bounty Killer. Les deux chanteurs s'attaquent mutuellement dans des diss songs. Leur rivalité divise la jeunesse jamaïcaine en deux « clans », dénommés Gaza et Gully. Le premier terme désigne le quartier de Portmore dans lequel Kartel a grandi, le second fait référence au quartier de Cassava Piece dont Mavado est originaire. La presse compare leur conflit à celui ayant opposé les rappeurs Tupac Shakur et Notorious B.I.G.. En 2009, le premier ministre Bruce Golding organise une rencontre afin de réconcilier les deux artistes,.
Kingston Story, produit par Dre Skull, paraît en juin 2011, avant que le chanteur soit arrêté,. L'album The Voice of the Jamaican Ghetto est édité en juillet 2013 alors que Vybz Kartel est emprisonné.

### Autres activités
Vybz Kartel, qui sait créer la controverse afin d'attirer l'attention des médias, est impliqué dans différentes activités commerciales en dehors du monde de la musique. Le chanteur commercialise plusieurs produits, dont sa propre marque de préservatifs et un savon dépigmentant, le Vybz cake soap. Il est critiqué pour encourager les adolescents à se blanchir la peau. Jusqu'en 2011, il est associé avec la société Unlimited Daggering produisant le rhum Street Vybz Rum et gérant une boîte de nuit de Kingston baptisée The Building,, mais l'homme d'affaires américain Corey Todd annonce avoir été menacé par Kartel et met fin à sa collaboration avec le chanteur jamaïcain.
En 2011, Vybz Kartel apparaît dans une émission de téléréalité, intitulée Teacha's Pet, diffusée par CVM TV. L'année suivante, le chanteur ayant été emprisonné, les producteurs renoncent à tourner une 2e saison.

## Affaires judiciaires

### Condamnation pour meurtre puis acquittement
En octobre 2011, Vybz Kartel est arrêté et accusé de meurtre. En juillet 2013, il est acquitté en attendant d'être jugé dans une seconde affaire. En avril 2014, le chanteur est reconnu coupable du meurtre de Clive Williams et est condamné à une peine d'emprisonnement à perpétuité, sans possibilité de libération conditionnelle avant 35 ans,.
Le 14 mars 2024, Vybz Kartel et ses co-accusés voient leur condamnation annulée par le Conseil privé britannique, qui ordonne à la cour d'appel jamaïcaine de décider de l'éventualité d'un nouveau procès. Le 31 juillet 2024, Vybz Kartel et ses co-accusés sont acquittés par la cour d'appel de Jamaïque,. 

## Discographie

### Albums
- 2003 : Up 2 di Time
- 2004 : More Up 2 di Time
- 2005 : J.M.T.
- 2008 : The Teacher's Back
- 2009 : Most Wanted
- 2010 : Pon di Gaza 2.0
- 2011 : Kingston Story
- 2013 : The Voice of the Jamaican Ghetto
- 2013 : Kartel Forever : Trilogy
- 2014 : Reggae Love Songs
- 2015 : Viking
- 2016 : King of the Dancehall
- 2020 : To Tanesha

### Singles
- 2002 : Kill Bill
- 2003 : Please
- 2004 : Tekk
- 2004 : Picture This
- 2006 : No
- 2008 : Send A Hell
- 2008 : Weh Dat Fah
- 2009 : Romping Shop (feat. Spice)
- 2009 : Life Sweet
- 2009 : Go Fi Dem Anyweh
- 2009 : Last Man Standing
- 2009 : Slow Motion
- 2010 : Clarks (feat. Popcaan & Gaza Slim)
- 2010 : Clarks Again
- 2010 : Know Bout Me
- 2010 : Like Xmas
- 2010 : Mi Beat Up Di Pussy
- 2011 : All Out
- 2011 : Step Up Inna Life
- 2011 : Summertime
- 2011 : Tell You Say
- 2011 : Sex & the City
- 2011 : Slew Dem Like David
- 2011 : Go Go Wine
- 2011 : Yuh Love
- 2012 : Party Me Say (Me Nice)
- 2012 : Reparation (feat. Gaza Slim)
- 2012 : Street Vybz Girl
- 2012 : Good Father/Mi Sorry
- 2012 : Right Now (feat. Stylish)
- 2012 : Dweet We a Dweet (Do It)
- 2012 : Lip Gloss (Cover Girl)
- 2012 : Summertime Part 2
- 2012 : The Cure (Fi Badmind) (feat. Russian)
- 2012 : Looking Glass
- 2012 : Party Vibes
- 2012 : Informer (feat. Tommy Lee Sparta)
- 2012 : Betray Di Gaza Boss (feat. Tommy Lee Sparta)
- 2012 : Daddy Devil
- 2013 : Love U Baby
- 2013 : Back to Life
- 2013 : Look Pon We
- 2013 : Ghetto Life
- 2013 : Bubble Hard
- 2013 : Me A Pree
- 2013 : Dancehall Hero
- 2013 : Badman Sittin
- 2013 : Convertible
- 2013 : Weed Smokers
- 2013 : Hi
- 2013 : Pussy Me Say
- 2013 : School Youths
- 2014 : Miami Vice Épisode
- 2014 : Mamacita (feat. J Capri)
- 2014 : Ignite The World
- 2014 : Gimme Little Room
- 2014 : Mi Nuh Trust People
- 2014 : Conjugal Visit (feat. Spice)
- 2014 : Drinks Up
- 2015 : Money me a look
- 2015 : Gon Get Better
- 2016 : Best place pon heart
- 2017 : Highest level
- 2018 : Boom it off
- 2019 : Come Home
- 2019 : "Can't be the same" Alvin Brown Beats